# Извините, ошиблись номером
«Извините, ошиблись номером» (англ. Sorry, Wrong Number) — американский фильм нуар режиссёра Анатоля Литвака, вышедший на экраны в 1948 году.
Сценарий фильма написала Люсиль Флетчер на основе собственной радиопостановки. Голливудская цензура первоначально выступила против тех моментов в сценарии Флетчер, которые затрагивали тему наркоторговли, в итоге по сравнению с радиоверсией сценарий был серьезно отредактирован.
Сюжет построен вокруг богатой дамы-инвалида, случайно услышавшей по телефону отрывок разговора о планировании убийства женщины, и со временем осознающей, что речь в разговоре шла о ней.
Фильм использует многие характерные приемы жанра фильм нуар. Действие картины происходит в реальном времени, прерываясь продолжительными флэшбеками и даже флэшбеками внутри флэшбеков. Изображение сильно затемнено, ощущение саспенса нагнетается с помощью мелькающих теней и движения камеры.

## Сюжет
Прикованная к постели, своенравная и раздражительная дочь богатого фармацевтического барона Джеймса Коттерелла (Эд Бегли) по имени Леона Стивенсон (Барбара Стэнвик) отпустила на выходные слуг и осталась одна в своей шикарной нью-йоркской квартире. Ожидая своего задерживающегося мужа Генри (Берт Ланкастер), Леона пытается дозвониться ему на работу, но линия постоянно занята. В беспокойном состоянии она требует телефонного оператора соединить её с мужем, но по ошибке её подключают к чужому разговору, в котором двое мужчин обсуждают план убийства женщины в 11.15, когда по мосту около дома будет проходить поезд. Обеспокоенная Леона просит девушку-оператора проследить, откуда был звонок, но та отказывается. Полиция также не проявляет интереса к её слишком расплывчатой информации. В итоге Леоне всё-таки удаётся связаться с секретаршей мужа, которая сообщает, что Генри ушёл на обед с красивой блондинкой по имени Сэлли Лорд (Энн Ричардс), и с тех пор не возвращался. Леона узнает телефон Сэлли и звонит ей, но та не хочет говорить при муже, и выходит в город, чтобы перезвонить ей из телефонной будки. В ожидании ответного звонка следует воспоминание Леоны о Сэлли, девичья фамилия которой была Хант:
Когда Сэлли танцует с Генри на студенческом бале, но Леона бесцеремонно разбивает их пару и уводит Генри. С этого момента Леона берёт в оборот красивого, но простого по происхождению Генри, который бросил учёбу в институте из-за нехватки средств. Не обращая внимания на чувственное признание Сэлли в любви к Генри, Леона решает сама выйти за него замуж. Её авторитарный по характеру отец Джеймс Коттерелл против этого брака, но в итоге сдаётся после очередной истерики Леоны, а затем берёт её мужа на работу в свою компанию, в итоге назначая его вице-президентом без определённых обязанностей. Вскоре после свадьбы Генри понимает, что Леона использует деньги и положение своего отца для полного контроля над его жизнью, жёстко навязывая ему свою волю.
Воспоминание Леоны о былой сопернице прерывается звонком Сэлли, которая сообщает, что её муж, которого зовут Фред Хант (Лейф Эриксон), работающий в офисе окружного прокурора, ведёт расследование дела в отношении Генри. Сэлли рассказывает, что, случайно услышав об этом, решила выяснить, в чём дело, и для этого проследила за Фредом, который вместе с двумя следователями ездил в заброшенный дом на острове Стейтен-айленд. При встрече с Генри за обедом Сэлли пыталась предупредить его о расследовании, но в сильном расстройстве он неожиданно вышел из-за стола и исчез. Через некоторое время Сэлли снова перезвонила Леоне с дополнительной информацией — дом на Стейтен-айленд сгорел дотла, троих человек во время той операции арестовали, и что всё это каким-то образом связано с компанией Коттерелла.
Леона получает телеграмму, в которой Генри сообщает ей, что уезжает по делам в другой город на весь уик-энд. Услышав проезжающий по мосту поезд, Леона начинает подозревать, что люди по телефону могли обсуждать её убийство. В отчаянии она звонит своему врачу, доктору Александеру (Уэнделл Кори), который сообщает ей, что десять дней назад Генри справлялся у него о состоянии её здоровья. Повествование прерывается воспоминанием Генри о болезни Леоны:
Через шесть месяцев после свадьбы Генри отказался идти на обед с Леоной, так как назначил на это время встречу с перспективным работодателем, потому что был удручён своей работой в компании Коттерелла. Леона потребовала, чтобы он продолжил работу в компании отца, но когда он отказался, между ними началась ссора, приведшая к сердечному приступу у Леоны. Генри ещё более озлобился после того, как его тесть, используя своё влияние, перекрыл ему возможность получить работу в какой-либо другой фирме, а Леона продолжила унижать его. Сердечные приступы стали повторяться у Леоны регулярно, и, в конце концов, приковали её к постели. Хотя доктор Александер определил, что у Леоны нет никакого сердечного заболевания и все проблемы Леоны со здоровьем носят исключительно психологический характер, Генри просит врача пока об этом ей не говорить. После той встречи Александер больше Генри не видел.
Затем Леоне звонит Валдо Эванс (Гарольд Вермилья), один из ведущих химиков на фабрике Коттерелла, рассказывая о работе с Генри:
Разозлённый своим положением, Генри стремится к независимости и быстрому обогащению. Он уговаривает Эванса, который мечтает прикупить к пенсии домик в Великобритании, подделать документацию компании Коттерелла и продать неучтенные лекарства теневому дельцу по имени Морано (Уильям Конрад). В течение семи месяцев их нелегальный бизнес шёл успешно, но затем Эванса перевели работать на фабрику компании в Нью-Джерси. С этого момента Генри решил вести бизнес с Эвансом без Морано, торгуя лекарствами напрямую из дома на Стейтен-айленде. Разъярённый их предательством, Морано нашёл Генри и Эванса и потребовал с них 200 тысяч долларов и все лекарства на складе, в противном случае угрожая их убить. Когда Генри ответил, что у него нет денег, Морано предложил, чтобы Генри расплатился с ним из страховки Леоны, которая, по его информации, должна скоро умереть. Генри вынужден был согласиться, но Леона не умерла, а Морано отказался отсрочить Генри выплату денег. Во время облавы в доме на Стейтен-айленде Морано был арестован, но Эванс устроил пожар, уничтожив все улики.
В 11.00 в квартиру Леоны кто-то вламывается, в этот же момент ей из Нью-Хэйвена звонит Генри. Первоначально он отпирается от своего участия в какой-либо преступной деятельности, но когда Леона говорит ему, что Морано арестован, Генри начинает паниковать. В слезах Леона просит у Генри прощения за то, что унижала его, а Генри, который заказал её убийство, отчаянно призывает её немедленно подойти к окну и звать на помощь. Однако Леона не в состоянии подняться с кровати, и, как только она кладёт трубку, её убивают. Генри, которого вот-вот должны арестовать, опять звонит Леоне. Убийца снимает трубку, и когда Генри просит позвать к телефону свою жену, отвечает: «Извините, ошиблись номером».

## В ролях
- Барбара Стэнвик — Леона Стивенсон
- Берт Ланкастер — Генри Стивенсон
- Энн Ричардс — Сэлли Хант-Лорд
- Уэнделл Кори — доктор Филип Александер
- Гарольд Вермилья — Валдо Эванс
- Эд Бегли — Джеймс Коттерелл
- Лейф Эриксон — Фред Лорд
- Уильям Конрад — Морано
- Тито Вуоло — Альберт, официант (в титрах не указан)

## Награды
За свою роль в этом фильме Стэнвик была номинирована на Оскар как лучшая актриса.
За сценарий картины Люсиль Флетчер была номинирована на премию Эдгара По и на премию Гильдии писателей Америки.